# Litouws curlingteam (mannen)
Het Litouws curlingteam vertegenwoordigt Litouwen in internationale curlingwedstrijden.

## Geschiedenis
Litouwen nam voor het eerst deel aan een groot toernooi tijdens het Europees kampioenschap van 2006 in het Schotse Aberdeen. De eerste interland ooit werd met 15-2 verloren van Italië. Het is nog steeds de grootste nederlaag in de Litouwse curlinggeschiedenis. Het Litouwse team sloot zijn eerste EK overigens af zonder overwinning. Het was het begin van een schamel parcours dat tot vandaag doorloopt. Litouwen bengelt steeds onderaan het klassement en degradeert zo nu en dan van de B- naar de C-divisie, waar het dan weer uit spartelt. In 2015 wist Litouwen voor het eerst meer wedstrijden te winnen dan te verliezen, met een vijftiende plaats als voorlopig beste resultaat. Sinds 2023 ontbreekt Litouwen op het EK.

## Litouwen op het Europees kampioenschap
| Jaar | Plaats        | Skip            | WG            | W             | V             | PV            | PT            |
| ---- | ------------- | --------------- | ------------- | ------------- | ------------- | ------------- | ------------- |
| 1990 | Geen deelname | Geen deelname   | Geen deelname | Geen deelname | Geen deelname | Geen deelname | Geen deelname |
| 1991 | Geen deelname | Geen deelname   | Geen deelname | Geen deelname | Geen deelname | Geen deelname | Geen deelname |
| 1992 | Geen deelname | Geen deelname   | Geen deelname | Geen deelname | Geen deelname | Geen deelname | Geen deelname |
| 1993 | Geen deelname | Geen deelname   | Geen deelname | Geen deelname | Geen deelname | Geen deelname | Geen deelname |
| 1994 | Geen deelname | Geen deelname   | Geen deelname | Geen deelname | Geen deelname | Geen deelname | Geen deelname |
| 1995 | Geen deelname | Geen deelname   | Geen deelname | Geen deelname | Geen deelname | Geen deelname | Geen deelname |
| 1996 | Geen deelname | Geen deelname   | Geen deelname | Geen deelname | Geen deelname | Geen deelname | Geen deelname |
| 1997 | Geen deelname | Geen deelname   | Geen deelname | Geen deelname | Geen deelname | Geen deelname | Geen deelname |
| 1998 | Geen deelname | Geen deelname   | Geen deelname | Geen deelname | Geen deelname | Geen deelname | Geen deelname |
| 1999 | Geen deelname | Geen deelname   | Geen deelname | Geen deelname | Geen deelname | Geen deelname | Geen deelname |
| 2000 | Geen deelname | Geen deelname   | Geen deelname | Geen deelname | Geen deelname | Geen deelname | Geen deelname |
| 2001 | Geen deelname | Geen deelname   | Geen deelname | Geen deelname | Geen deelname | Geen deelname | Geen deelname |
| 2002 | Geen deelname | Geen deelname   | Geen deelname | Geen deelname | Geen deelname | Geen deelname | Geen deelname |
| 2003 | Geen deelname | Geen deelname   | Geen deelname | Geen deelname | Geen deelname | Geen deelname | Geen deelname |
| 2004 | Geen deelname | Geen deelname   | Geen deelname | Geen deelname | Geen deelname | Geen deelname | Geen deelname |
| 2005 | Geen deelname | Geen deelname   | Geen deelname | Geen deelname | Geen deelname | Geen deelname | Geen deelname |
| 2006 | 29            | Arūnas Skrolis  | 9             | 0             | 9             | 38            | 99            |
| 2007 | 20            | Martynas Norkus | 6             | 3             | 3             | 41            | 43            |

| Jaar | Plaats        | Skip               | WG            | W             | V             | PV            | PT            |
| ---- | ------------- | ------------------ | ------------- | ------------- | ------------- | ------------- | ------------- |
| 2008 | 26            | Andrius Jurkonis   | 8             | 1             | 7             | 32            | 70            |
| 2009 | 27            | Tadas Vyskupaitis  | 9             | 2             | 7             | 52            | 86            |
| 2010 | 27            | Tadas Vyskupaitis  | 6             | 3             | 3             | 44            | 40            |
| 2011 | 22            | Tadas Vyskupaitis  | 7             | 2             | 5             | 29            | 56            |
| 2012 | 24            | Tadas Vyskupaitis  | 7             | 2             | 5             | 46            | 49            |
| 2013 | 23            | Tadas Vyskupaitis  | 8             | 2             | 6             | 45            | 59            |
| 2014 | 23            | Mantas Kulakauskas | 6             | 0             | 6             | 26            | 51            |
| 2015 | 15            | Tadas Vyskupaitis  | 8             | 5             | 3             | 41            | 36            |
| 2016 | 21            | Tadas Vyskupaitis  | 7             | 2             | 5             | 37            | 45            |
| 2017 | 20            | Tadas Vyskupaitis  | 7             | 2             | 5             | 34            | 46            |
| 2018 | 20            | Tadas Vyskupaitis  | 7             | 3             | 4             | 35            | 39            |
| 2019 | 23            | Konstantin Rykov   | 8             | 2             | 6             | 44            | 48            |
| 2021 | 25            | Konstantin Rykov   | 9             | 2             | 7             | 56            | 76            |
| 2022 | 21            | Konstantin Rykov   | 17            | 9             | 8             | 114           | 107           |
| 2023 | Geen deelname | Geen deelname      | Geen deelname | Geen deelname | Geen deelname | Geen deelname | Geen deelname |
| 2024 | Geen deelname | Geen deelname      | Geen deelname | Geen deelname | Geen deelname | Geen deelname | Geen deelname |
| 2025 | Geen deelname | Geen deelname      | Geen deelname | Geen deelname | Geen deelname | Geen deelname | Geen deelname |

Andorra · Australië · België · Bosnië en Herzegovina · Brazilië · Bulgarije · Canada · China · Chinees Taipei · Denemarken · Duitsland · Engeland · Estland · Filipijnen · Finland · Frankrijk · Georgië · Griekenland · Groot-Brittannië · Guyana · Hongarije · Hongkong · Ierland · IJsland · India · Israël · Italië · Jamaica · Japan · Kazachstan · Kenia · Kirgizië · Kroatië · Letland · Liechtenstein · Litouwen · Luxemburg · Mexico · Nederland · Nieuw-Zeeland · Nigeria · Noorwegen · Oekraïne · Oostenrijk · Polen · Portugal · Puerto Rico · Qatar · Roemenië · Rusland · Saoedi-Arabië · Schotland · Servië · Slovenië · Slowakije · Spanje · Thailand · Tsjechië · Tsjecho-Slowakije · Turkije · Verenigde Staten · Wales · Wit-Rusland · Zuid-Korea · Zweden · Zwitserland